# Weerestein
Weerestein (ook wel: Weeresteyn of Werestein) is een buitenplaats of kasteel langs de rivier de Vecht bij het Nederlandse dorp Nieuwersluis.

## De naam Weerestein
Weerestein is 1 van de 22 oorspronkelijke buitenplaatsen tussen Muiden en Utrecht. Ze ligt op de oude scheiding van Holland en Utrecht met de waterloop de Weere als grens. 
De naam bestaat uit twee delen; 'Stein' betekent 'stenen' en 'weere' betekent 'grens'; Het stenen huis bij de grens. Oorspronkelijk lag Weerestein in Holland en later bij bisdom Utrecht.

## Het huis
Gaandeweg de geschiedenis hebben diverse verbouwingen met herbouw plaatsgevonden. Op een ets van omstreeks 1680 is een ouder Huys te Weeresteyn afgebeeld. Wanneer het eerste huis is gebouwd is niet duidelijk. Ir. J.D.M Bardet vermoedde op deze plaats een laatmiddeleeuws kasteel of versterkt huis, maar dit is niet bewezen. Dit eerste huis zou mogelijk tijdens de franse inval in 1672 verwoest zijn.
Het huidige hoofdgebouw dateert uit ongeveer 1705, maar is rond 1960 fors verbouwd. In rijksmonumentaal opzicht zijn van Weerestein onder meer het hoofdgebouw, de historische parkaanleg en diverse bruggen beschermd.

## Grafvondst
in 1760 werd op het oosterlijk liggende eiland in de tuin een stenen kist gevonden met stoffelijke resten van een persoon, een kromstaf en een loden plaatje met de tekst: Walterus, burger van Wiltenburg, helper van de bisschop, die met de strop is omgebracht, ligt in deze grafheuvel. De kist werd enige tijd tentoongesteld en daarna vernietigd. Of het hier om een echte middeleeuwse vondst ging of om een 18e-eeuwse vervalsing is niet meer vast te stellen.